# チョモイ県 (バックカン省)
チョモイ県（チョモイけん、ベトナム語：Huyện Chợ Mới / 縣𢄂買?）は、ベトナム社会主義共和国バックカン省の県である。面積は606km²、人口は36,747人（2009年）である。

## 行政区画
以下の1市鎮15社から構成される。
- チョモイ市鎮（Chợ Mới / 𢄂買）
- ビンヴァン社（Bình Văn / 平文）
- カオキー社（Cao Kỳ / 高奇）
- ホアムック社（Hòa Mục / 和睦）
- マイラップ社（Mai Lạp / 枚獵）
- ニューコー社（Như Cố / 如故）
- ノンハ社（Nông Hạ / 農下）
- ノンティン社（Nông Thịnh / 農盛）
- クアンチャウ社（Quảng Chu / 廣洲）
- タンソン社（Tân Sơn / 新山）
- タインビン社（Thanh Bình / 清平）
- タインマイ社（Thanh Mai / 清枚）
- タインヴァン社（Thanh Vận / 清韻）
- イエンクー社（Yên Cư / 安居）
- イエンディン社（Yên Đĩnh / 晏挺）
- イエンハン社（Yên Hân / 安欣）